# Midwest, Wyoming
Midwest är en småstad (town) i Natrona County i centrala Wyoming i USA. Staden hade 404 invånare vid 2010 års folkräkning.

## Geografi
Midwest ligger vid det mindre vattendraget Salt Creek, ett biflöde till Powder River, omkring 65 km norr om Casper, Wyoming. Grannstaden Edgerton ligger endast 2 km öster om Midwest.

## Historia
Midwest är den största av flera bosättningar i oljefältet Salt Creek Field, etablerad omkring 1912 som permanent bosättning, då den första skolan öppnades. Platsen kallades först Shannon Camp efter oljeentreprenören Philip M. Shannon som var först att exploatera oljefyndigheterna på platsen 1889. Här uppstod ett tältläger för arbetarna på oljefälten. Verksamheten var i början olönsam då råoljan transporterades till oljeraffinaderiet i Casper med hästdragna kärror, en färd på tre dagsetapper, så att Shannon tvingades sälja vidare oljefälten. Platsen kom senare att kallas Home Camp.  Under 1900-talets början övergick man till lastbilstransporter. I takt med att oljeutvinningen tog fart blev orten mer permanent som bosättning, och döptes till Midwest efter oljebolaget. Midwest uppfördes på uppdrag av oljebolaget Midwest Oil Company, som ägde hela orten med bostäder, butiker och sjukhus. Under 1920-talet stod Salt Creek-fälten omkring Midwest för en femtedel av USA:s totala oljeproduktion. Midwest Oil köptes av Standard of Indiana 1921, som senare kom att ingå i Amoco-BP-koncernen. I slutet av 1950-talet tilläts de boende i orten köpa loss sina bostäder. Midwest fick stadsrättigheter och kommunalt självstyre 1978.

## Kommunikationer
Orten ligger där Wyoming State Route 259 och State Route 387 möts, omkring 10 kilometer öster om avfarten från Interstate 25.